# Magic Carpet 2
Magic Carpet 2: The Netherworlds è un videogioco del genere sparatutto in prima persona del tipo God game per personal computer. È stato prodotto nel 1995 dalla Bullfrog Productions e pubblicato dall'Electronic Arts. È il seguito del primo Magic Carpet. È stato pubblicato nel 2013 su GOG.com per le piattaforme Windows e macOS.